# Peta Zetas

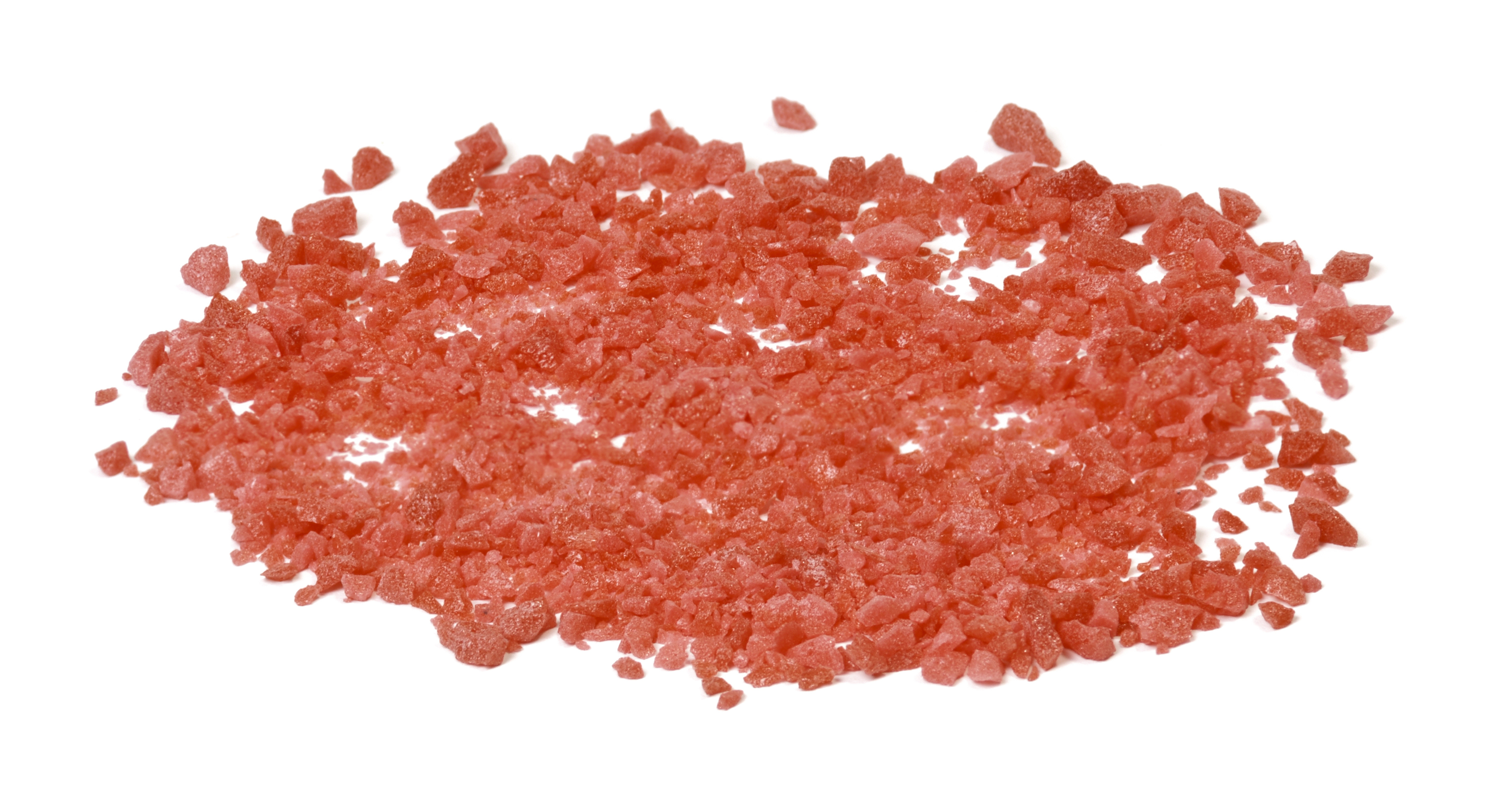
Imagen del caramelo.

Peta Zetas es un caramelo carbonatado, también conocido como caramelo con chasquidos. Su característica más destacable se encuentra en la exposición de sus ingredientes al anhídrido carbónico, que se queda atrapado en el caramelo. Cuando el dulce se introduce en la boca libera esas partículas al contacto con la saliva, que producen sonido y una sensación de explosión y efervescencia.
El caramelo granulado surgió en 1956 gracias a William A. Mitchell, científico de General Foods. El caramelo, conocido como Pop Rocks, empezó a venderse al público en 1975, pero fue retirado al poco tiempo.
En 1979 Zeta Espacial, una empresa española actualmente con sede en Rubí (Barcelona) fundada por un ingeniero químico catalán -Ramon Escolà- y un empresario del Grupo Zeta, Antonio Asensio, desarrolló y comenzó a fabricar y distribuir el producto, a la vez que se convirtió en su distribuidor mundial. Se hizo muy popular en la década de 1980 y actualmente continúa comercializándose. El sabor más conocido es el de fresa, aunque existen variantes disponibles en el extranjero.